# Artificial Animal
Artificial Animal ist der Fachbegriff für computersimulierte (tierische) Lebewesen. Der Begriff wird meist für Simulationen verwendet, die weitaus komplizierter sind als eine einfache Darstellung von Tieren und deren Bewegung, wie sie zum Beispiel bei Computerspielen Anwendung findet.
Eine Simulation eines Artificial Animal umfasst neben der graphischen Darstellung eine Vielzahl von unterschiedlichen Aspekten. Sie besteht oft aus einem Zusammenspiel von Physik, kognitive Fähigkeiten, Interaktion mit der Umgebung und eine mehr oder minder ausgeprägte Form von Intelligenz. Diese Aspekte werden in unterschiedlichen Schichten („Layer“) implementiert; dies führt zu einem adaptiv komplexen System, dessen Verhalten nur bedingt vorhersehbar (obwohl deterministisch) ist.
Eine der ersten echten Artificial Animal-Simulation waren die Figuren im Computerspiel Creatures (genannt „Norns“). Anwendung der AA-Simulationen sind zum Teil in der Unterhaltungskultur zu finden (Computerspiel, Simulierte Autonome AAs in Kinofilmen). Darüber hinaus gibt es Tendenzen mit Hilfe von AAs sogenannte in silico-Biologie zu betreiben, d. h. Informationen über biologische Verhaltensweisen (z. B. Schwarmverhalten) aus Beobachtung der Simulation zu erhalten. Außerdem kann ein Schwarm von einfachen Artificial Animals eingesetzt werden, um Optimierungsprobleme zu lösen zum Beispiel mit dem sogenannten Ameisenalgorithmus.